# Antony and Cleopatra
Antony and Cleopatra er en amerikansk stumfilm fra 1908 af J. Stuart Blackton og Charles Kent.

## Medvirkende
- Maurice Costello som Marc Antony
- Florence Lawrence som Kleopatra
- William V. Ranous som Octavius Cæsar
- Charles Chapman som Mark Anthony